# David Pokorný (politik)
David Pokorný (* 20. dubna 1995 Brno) je český politik a fyzik, v letech 2018 až 2022 zastupitel města Brna, v letech 2019 až 2021 místopředseda Svobodných a od června 2021 lídr hnutí Fakt Brno.

## Život
Absolvoval Gymnázium Matyáše Lercha (maturoval v roce 2014) a následně v letech 2014 až 2019 vystudoval fyzikální inženýrství a nanotechnologie na Fakultě strojního inženýrství Vysokého učení technického v Brně (získal titul Ing.) a následně nastoupil na téže fakultě na doktorské studium oboru materiálních věd v inženýrství. Během studia absolvoval v roce 2018 zahraniční studijní pobyt na Technické univerzitě ve Vídni v Rakousku.
David Pokorný žije v Brně, konkrétně v městské části Brno-sever. Otevřeně se hlásí ke své homosexuální orientaci, jeho partnerem je od roku 2018 Marek Šoška.

## Politické působení
V komunálních volbách v roce 2014 kandidoval jako člen Svobodných do Zastupitelstva města Brna a jako lídr Svobodných do Zastupitelstva městské části Brno-sever, ale ani v jednom případě neuspěl. V krajských volbách v roce 2016 kandidoval jako člen Svobodných do Zastupitelstva Jihomoravského kraje, a to za koalici „Svobodní a Soukromníci“, ale opět neuspěl.
V roce 2016 se zapojil do veřejného dění, kdy vystupoval proti projektu vybudování závor v centru města Brna za 90 mil. Kč a poukázal také na nadměrné využívání služebních automobilů ze strany tehdejších náměstků brněnského primátora Matěje Hollana (Žít Brno) a Martina Andera (Zelení).
V komunálních volbách v roce 2018 byl zvolen jako člen Svobodných zastupitelem města Brna, a to ze 6. místa na kandidátce subjektu „ODS s podporou Svobodných“. Za stejné uskupení kandidoval také do Zastupitelstva městské části Brno-Řečkovice a Mokrá Hora, ale neuspěl (stal se prvním náhradníkem). Od května do října 2019 byl členem dozorčí rady akciové společnosti Technologický Park Brno, od října 2019 v ní působí jako člen představenstva. Od prosince 2018 je zároveň členem představenstva akciové společnosti Teplárny Brno.
Jako zastupitel podpořil návrat společnosti UBER na brněnský trh, kde dosud existovala regulace. V diskusi České televize podpořil návrh zákona o dodržování povinné vzdálenosti při předjíždění cyklistů na silnicích. Zasadil se také o zrušení plánů na umístění měřících kamer do Husovického tunelu. Prosazuje výstavbu odstavných parkovišť a parkovacích domů, aby byl snížen počet automobilů mířících do centra města.
Ve volbách do Poslanecké sněmovny PČR v roce 2017 kandidoval jako člen Svobodných v Jihomoravském kraji, ale nebyl zvolen. Neuspěl ani ve volbách do Evropského parlamentu v roce 2019 jako člen Svobodných na kandidátce subjektu „Svobodní, Liberland a Radostné Česko - ODEJDEME BEZ PLACENÍ“. Od října 2019 do února 2021 byl místopředsedou Svobodných.
Kontroverze způsobilo, že si jako zastupitel města v roce 2020 zažádal o obecní byt v městské části Brno-sever a získal jej.
V květnu 2021 představil plán založit hnutí Fakt Brno, které bylo registrováno ještě v červnu téhož roku a Pokorný se stal jeho lídrem. V komunálních volbách v roce 2022 byl lídrem samostatné kandidátky hnutí Fakt Brno do Zastupitelstva města Brna a tudíž i kandidátem na post brněnského primátora. Hnutí obdrželo 157 120 hlasů, což nestačilo na obdržení zastupitelských mandátů.
Od roku 2022 je členem akademického senátu Fakulty strojního inženýrství Vysokého učení technického v Brně, kde působí v Legislativní komisi a v Komisi pro vědu a výzkum.